# San Saturnino (Bierge)
San Saturnino (aragonesisch Santatornil) ist ein Weiler der spanischen Gemeinde Bierge in der Provinz Huesca der Autonomen Gemeinschaft Aragonien. San Saturnino ist seit Jahren unbewohnt. Der Ort befindet sich etwa zehn Kilometer nördlich von Bierge und ist über die Straße HU-341 zu erreichen. Er liegt im Naturpark Parque Natural de la Sierra y Cañones de Guara und befindet sich südlich von Las Almunias de Rodellar.

## Sehenswürdigkeiten
- Pfarrkirche San Saturnino
- Ermita de la Trinidad